# Dubree (Virginia Occidental)
Dubree es un área no incorporada ubicada en el condado de Fayette (Virginia Occidental), Estados Unidos. Está registrada en el Servicio Geológico de Estados Unidos con fecha de entrada del 1 de mayo de 1993.
El número de identificación asignado por el Sistema de Información de Nombres Geográficos es 1556222.

## Geografía
Se encuentra a una altitud de 611 m s. n. m. (2005 pies) según el Servicio Geológico.